# Lista de primeiras-damas do estado da Bahia
Esta é uma Lista das primeiras-damas do estado da Bahia.

## Titulares
| N°   | Titular                                  | Imagem | Governador                    | Início do Mandato        | Fim do Mandato           | Notas |
| ---- | ---------------------------------------- | ------ | ----------------------------- | ------------------------ | ------------------------ | --- |
| 1.ª  | Desconhecida                             |        | Virgílio Clímaco Damásio      | 18 de novembro de 1889   | 23 de novembro de 1889   | |
| 2.ª  | Maria Amélia da Silva Lima               |        | Manuel Vitorino               | 23 de novembro de 1889   | 26 de abril de 1890      | |
| 3.ª  | Rita Rodrigues Barbosa da Fonseca        |        | Hermes Ernesto da Fonseca     | 26 de abril de 1890      | 14 de setembro de 1890   | |
| 4.ª  | Desconhecida                             |        | Virgílio Clímaco Damásio      | 15 de setembro de 1890   | 24 de novembro de 1890   | |
| 5.ª  | Desconhecida                             |        | José Gonçalves da Silva       | 24 de novembro de 1890   | 24 de novembro de 1891   | |
| 6.ª  | Desconhecida                             |        | Tude Soares Neiva             | 24 de novembro de 1891   | 23 de dezembro de 1891   | |
| 7.ª  | Desconhecida                             |        | Joaquim Leal Ferreira         | 23 de dezembro de 1891   | 28 de maio de 1892       | |
| 8.ª  | Maria Victoria Gomes de Albuquerque Lima |        | Rodrigues Lima                | 28 de maio de 1892       | 7 de março de 1896       | |
| 9.ª  | Joana Gertrudes Viana                    |        | Luís Viana                    | 7 de março de 1896       | 28 de maio de 1900       | |
| 10.ª | Desconhecida                             |        | Severino Vieira               | 28 de maio de 1900       | 1° de maio de 1904       | |
| 11.ª | Desconhecida                             |        | José Marcelino de Sousa       | 1° de maio de 1904       | 1° de maio de 1908       | |
| 12.ª | Maria Luísa Wanderley                    |        | João Ferreira de Araújo Pinho | 1° de maio de 1908       | 22 de dezembro de 1911   | [ 1 ] |
| 13.ª | Eufrosina Gomes Viana                    |        | Aurélio Rodrigues Viana       | 22 de dezembro de 1911   | 10 de janeiro de 1912    | |
| 14.ª | Elvira Gomes Rodrigues                   |        | Bráulio Xavier                | 10 de janeiro de 1912    | 22 de janeiro de 1912    | |
| 15.ª | Amélia de Freitas Seabra                 |        | José Joaquim Seabra           | 22 de janeiro de 1912    | 29 de março de 1916      | |
| 16.ª | Desconhecida                             |        | Antônio Muniz Sodré de Aragão | 29 de março de 1916      | 29 de março de 1920      | |
| 17.ª | Amélia de Freitas Seabra                 |        | José Joaquim Seabra           | 29 de março de 1920      | 29 de março de 1924      | |
| 18.ª | Maria Julieta Couto Maia                 |        | Góis Calmon                   | 29 de março de 1924      | 29 de março de 1928      | [ 2 ] |
| -    | Governador Solteiro                      |        | Vital Soares                  | 29 de março de 1928      | 1° de março de 1930      | [ 3 ] |
| 19.ª | Laura Portela                            |        | Frederico Costa               | 1° de março de 1930      | 3 de novembro de 1930    | [ 4 ] |
| 20.ª | Blandina Castro do Amaral                |        | Leopoldo Amaral               | 3 de novembro de 1930    | 1° de fevereiro de 1931  | |
| 21.ª | Desconhecida                             |        | Artur Neiva                   | 1° de fevereiro de 1931  | 4 de maio de 1931        | |
| 22.ª | Desconhecida                             |        | Raimundo Rodrigues Barbosa    | 4 de maio de 1931        | 19 de setembro de 1931   | |
| 23.ª | Lavínia Borges Magalhães                 |        | Juracy Magalhães              | 19 de setembro de 1931   | 10 de novembro de 1937   | |
| 24.ª | Desconhecida                             |        | Antônio Fernandes Dantas      | 10 de novembro de 1937   | 25 de março de 1938      | |
| 25.ª | Desconhecida                             |        | Landulfo Alves                | 25 de março de 1938      | 3 de dezembro de 1942    | |
| 26.ª | Rute Vilaboim Pinto Aleixo               |        | Renato Pinto Aleixo           | 3 de dezembro de 1942    | 29 de outubro de 1945    | [ 5 ] |
| 27.ª | Desconhecida                             |        | Bulcão Viana                  | 29 de outubro de 1945    | 1.º de fevereiro de 1946 | |
| 28.ª | Desconhecida                             |        | Guilherme Marback             | 1.º de fevereiro de 1946 | 6 de junho de 1946       | |
| 29.ª | Desconhecida                             |        | Cândido Caldas                | 6 de junho de 1946       | 10 de abril de 1947      | |
| 30.ª | Ester Mangabeira                         |        | Otávio Mangabeira             | 10 de abril de 1947      | 31 de janeiro de 1951    | |
| 31.ª | Enerina Fernandes Pacheco                |        | Régis Pacheco                 | 31 de janeiro de 1951    | 7 de abril de 1955       | |
| 32.ª | Tysla Veloso Viana Balbino               |        | Antônio Balbino               | 7 de abril de 1955       | 7 de abril de 1959       | |
| 33.ª | Lavínia Borges Magalhães                 |        | Juracy Magalhães              | 7 de abril de 1959       | 7 de abril de 1963       | |
| 34.ª | Hildete de Britto Lomanto                |        | Lomanto Júnior                | 7 de abril de 1963       | 15 de março de 1967      | |
| 35.ª | Julieta Pontes Viana                     |        | Luís Viana Filho              | 15 de março de 1967      | 15 de março de 1971      | |
| 36.ª | Arlette Magalhães                        |        | Antônio Carlos Magalhães      | 15 de março de 1971      | 15 de março de 1975      | |
| 37.ª | Maria Amélia Santos                      |        | Roberto Santos                | 15 de março de 1975      | 15 de março de 1979      | |
| 38.ª | Arlette Magalhães                        |        | Antônio Carlos Magalhães      | 15 de março de 1979      | 15 de março de 1983      | |
| 39.ª | Yeda Barradas Carneiro                   |        | João Durval Carneiro          | 15 de março de 1983      | 15 de março de 1987      | |
| 40.ª | Yolanda Pires                            |        | Waldir Pires                  | 15 de março de 1987      | 15 de maio de 1989       | |
| 41.ª | Solange Coelho                           |        | Nilo Coelho                   | 15 de maio de 1989       | 15 de março de 1991      | Segunda-dama no cargo de titular, assumiu após a posse do marido, então vice-governador, no cargo de governador.                                                                       |
| 42.ª | Arlette Magalhães                        |        | Antônio Carlos Magalhães      | 15 de março de 1991      | 2 de abril de 1994       | |
| 43.ª | Gilza Trindade                           |        | Ruy Trindade                  | 2 de abril de 1994       | 2 de maio de 1994        | |
| 44.ª | Márcia Imbassahy                         |        | Antônio Imbassahy             | 2 de maio de 1994        | 1.º de janeiro de 1995   | |
| 45.ª | Isabel Souto                             |        | Paulo Souto                   | 1.º de janeiro de 1995   | 4 de abril de 1998       | [ 6 ] |
| 46.ª | Tércia Borges                            |        | César Borges                  | 4 de abril de 1998       | 6 de abril de 2002       | Segunda-dama no cargo de titular, assumiu após a posse do marido, então vice-governador, no cargo de governador, permanecendo no cargo em função da reeleição de César Borges em 1998. |
| 47.ª | Márcia Alencar                           |        | Otto Alencar                  | 6 de abril de 2002       | 1.º de janeiro de 2003   | Segunda-dama no cargo de titular, assumiu após a posse do marido, então vice-governador, no cargo de governador.                                                                       |
| 48.ª | Isabel Souto                             |        | Paulo Souto                   | 1.º de janeiro de 2003   | 1.º de janeiro de 2007   | [ 6 ] |
| 49.ª | Fátima Mendonça                          |        | Jaques Wagner                 | 1.º de janeiro de 2007   | 1.º de janeiro de 2015   | [ 7 ] |
| 50.ª | Aline Peixoto                            |        | Rui Costa                     | 1.º de janeiro de 2015   | 1.º de janeiro de 2023   | [ 8 ] |
| 51.ª | Tatiana Veloso                           |        | Jerônimo Rodrigues            | 1.º de janeiro de 2023   | atualidade               | [ 9 ] |